# Apple A13 Bionic
De Apple A13 Bionic, ook wel Apple A13 en A13 is een 64 bits-system-on-a-chip (SoC) ontworpen door Apple Inc. De processor verscheen voor het eerst in de iPhone 11 en iPhone 11 Pro en 11 Pro Max, die werden aangekondigd op 10 september 2019.

## Apparaten
Apparaten waarin de Apple A13 Bionic in is verwerkt:

### iPhone
- iPhone 11
- iPhone 11 Pro
- iPhone 11 Pro Max
- iPhone SE 2020

### iPad
- iPad 2021

### Studio Display
- 27 inch Studio Display 2022